# L'Essentiel (album de Daniel Balavoine)
Pour les articles homonymes, voir L'Essentiel.
Albums de Daniel Balavoine
Anthologie 1971/1985
(1993) Anthologie
(2003)
L'Essentiel est un album compilation en deux disques compacts de Daniel Balavoine paru fin 1995 sous le titre L'Essentiel. Il reprend la même liste de chansons que la compilation Balavoine, sortie en 1990.
Il sort à l'occasion des dix ans de la mort du chanteur et contient 30 chansons.
Premier grand best-of de l'artiste (Balavoine sans frontières lui succèdera en 2005), il est également le plus vendu avec plus de 720 000 exemplaires écoulé. L'album est certifié disque d'or en Suisse.
Il a été réédité en 1999 puis en 2002. Dans ces rééditions, Tous les cris les SOS remplace Vidéo "Série Noire". Il existe une édition du best of avec uniquement un disque.

## Tracklisting
| 1.  | L'Aziza                             | Sauver l'amour (1985)                       |  |
| 2.  | Aimer est plus fort que d'être aimé | Sauver l'amour (1985)                       |  |
| 3.  | Sauver l'amour                      | Sauver l'amour (1985)                       |  |
| 4.  | Petite Angèle                       | Sauver l'amour (1985)                       |  |
| 5.  | Dieu que c'est beau                 | Sorti en 45 tours (1984)                    |  |
| 6.  | Ces petits riens                    | Face amour / Face amère (1979)              |  |
| 7.  | Les petits lolos                    | Loin des yeux de l'Occident (1983)          |  |
| 8.  | Vidéo "Série Noire"                 | Loin des yeux de l'Occident (1983)          |  |
| 9.  | Partir avant les miens              | Loin des yeux de l'Occident (1983)          |  |
| 10. | Revolución                          | Loin des yeux de l'Occident (1983)          |  |
| 11. | Vivre ou survivre                   | Vendeurs de larmes (1982)                   |  |
| 12. | Dieu que l'amour est triste         | Vendeurs de larmes (1982)                   |  |
| 13. | Soulève-moi                         | Vendeurs de larmes (1982)                   |  |
| 14. | Vendeurs de larmes                  | Vendeurs de larmes (1982)                   |  |
| 15. | Lipstick polychrome                 | Un autre monde (1980)                       |  |
| 16. | La porte est close                  | Les Aventures de Simon et Gunther... (1977) |  |

| 1.  | Mon fils ma bataille              | Un autre monde (1980)                       |  |
| 2.  | Je ne suis pas un héros           | Un autre monde (1980)                       |  |
| 3.  | La vie ne m'apprend rien          | Un autre monde (1980)                       |  |
| 4.  | Un autre monde (instrumental)     | Un autre monde (1980)                       |  |
| 5.  | Pour la femme veuve qui s'éveille | Loin des yeux de l'Occident (1983)          |  |
| 6.  | De vous à elle en passant par moi | De vous à elle en passant par moi (1975)    |  |
| 7.  | Drôle de galaxie                  | Face amour / Face amère (1979)              |  |
| 8.  | Rougeagèvre                       | Face amour / Face amère (1979)              |  |
| 9.  | Le Chanteur                       | Le Chanteur (1978)                          |  |
| 10. | Les oiseaux (1re partie)          | Le Chanteur (1978)                          |  |
| 11. | Les oiseaux (2e partie)           | Le Chanteur (1978)                          |  |
| 12. | Lucie                             | Le Chanteur (1978)                          |  |
| 13. | Quand on arrive en ville          | l'opéra-rock Starmania (1978)               |  |
| 14. | Lady Marlène                      | Les Aventures de Simon et Gunther... (1977) |  |
| 15. | SOS d'un terrien en détresse      | l'opéra-rock Starmania (1978)               |  |

## Classements
| Classement (1995)              | Meilleure place |
| ------------------------------ | --------------- |
| France (SNEP Top Compilations) | 2               |

| Classement (2001)            | Meilleure place |
| ---------------------------- | --------------- |
| Belgique (Wallonie Ultratop) | 23              |